# Campionati mondiali di biathlon 1977
I Campionati mondiali di biathlon 1977 si svolsero a Vingrom, in Norvegia, dal 10 al 13 marzo e contemplarono esclusivamente gare maschili.

## Risultati

### Sprint 10 km
| Posizione | Atleta             | Nazione          | Tempo |
| --------- | ------------------ | ---------------- | ----- |
| 1         | Aleksandr Tichonov | Unione Sovietica | -     |
| 2         | Nikolaj Kruglov    | Unione Sovietica | -     |
| 3         | Aleksandr Ušakov   | Unione Sovietica | -     |
| 4         | Hans Estner        | Germania Ovest   | -     |
| 5         | Heikki Ikola       | Finlandia        | -     |
| 6         | Roar Nilsen        | Norvegia         | -     |
| 7         | Heinrich Mehringer | Germania Ovest   | -     |
| 8         | Lino Jordan        | Italia           | -     |
| 9         | Tor Svendsberget   | Norvegia         | -     |
| 10        | Erkki Antila       | Finlandia        | -     |

12 marzo

### Individuale 20 km
| Posizione | Atleta             | Nazione          | Tempo |
| --------- | ------------------ | ---------------- | ----- |
| 1         | Heikki Ikola       | Finlandia        | -     |
| 2         | Sigleif Johansen   | Norvegia         | -     |
| 3         | Aleksandr Tichonov | Unione Sovietica | -     |
| 4         | Aleksandr Rastopin | Unione Sovietica | -     |
| 5         | Manfred Beer       | Germania Est     | -     |
| 6         | Nikolaj Kruglov    | Unione Sovietica | -     |
| 7         | Simo Halonen       | Finlandia        | -     |
| 8         | Tor Svendsberget   | Norvegia         | -     |
| 9         | Svein Engen        | Norvegia         | -     |
| 10        | Aleksandr Ušakov   | Unione Sovietica | -     |

10 marzo

### Staffetta 4x7,5 km
| Posizione | Nazione          | Atleti                                                                 | Tempo |
| --------- | ---------------- | ---------------------------------------------------------------------- | ----- |
| 1         | Unione Sovietica | Aleksandr Tichonov Aleksandr Elizarov Aleksandr Ušakov Nikolaj Kruglov | -     |
| 2         | Finlandia        | Erkki Antila Raimo Seppänen Simon Halonen Heikki Ikola                 | -     |
| 3         | Germania Est     | Manfred Beer Klaus Siebert Frank Ullrich Manfred Geyer                 | -     |
| 4         | Norvegia         | Tor Svendsberget Roar Nilsen Svein Engen Sigleif Johansen              | -     |
| 5         | Germania Ovest   | Hans Estner Gerd Winkler Alois Kanamüller Heinrich Mehringer           | -     |

13 marzo

## Medagliere per nazioni
| Posizione | Nazione          | Oro | Argento | Bronzo | Totale |
| --------- | ---------------- | --- | ------- | ------ | ------ |
| 1         | Unione Sovietica | 2   | 1       | 2      | 5      |
| 2         | Finlandia        | 1   | 1       | 0      | 2      |
| 3         | Norvegia         | 0   | 1       | 0      | 1      |
| 4         | Germania Est     | 0   | 0       | 1      | 1      |